# Дијагноза: Убиство (8. сезона)
Осма и последња сезона серије Дијагноза: Убиство емитована је од 12. октобра 2000. године до 11. маја 2001. године четвртком на каналу ЦБС.

## Опис
Главна постава се у овој сезони није мењала.

## Улоге
- Дик ван Дајк као др. Марк Слоун
- Викторија Ровел као др. Аманда Бентли
- Чарли Шлатер као др. Џеси Травис
- Бери ван Дајк као Стив Слоун

## Епизоде
| Бр. еп. (укупно) | Бр. еп. (у сезони) | Наслов                              | Редитељ               | Сценариста                     | Премијера          | Гледаност у САД-у (милиони) |
| --- | ------------------ | ----------------------------------- | --------------------- | ------------------------------ | ------------------ | --------------------------- |
| 157 | 1                  | "Смрт израдом"                      | Кристофер Хиблер      | Марк Иган                      | 12. октобар 2000.  | 7.90                        |
| Пријатељ који је позван да реновира Маркову ординацију завршио је мртав увијен у тепих, а траг убице води све до Египта. |                    |                                     |                       |                                |                    |                             |
| 158 | 2                  | "Блеф слепице"                      | Френк Такери          | Џоел Штајгер                   | 19. октобар 2000.  | 8.40                        |
| Марк истражује убиство лекара коме је жена ослепела у трагичној несрећи дан пре његове смрти. |                    |                                     |                       |                                |                    |                             |
| 159 | 3                  | "Зец из шешира"                     | Ненси Малон           | Марк Соломон                   | 26. октобар 2000.  | 8.40                        |
| Марков инструктор трикова завршио је мртав после наводне несреће током сурфовања, али Марк сумња да покојников брат близанац можда има неког кеца у рукаву.                                                                     |                    |                                     |                       |                                |                    |                             |
| 160 | 4                  | "Разлог је неурачунљивост"          | Сенди Смолан          | Тери Кертис Фокс               | 2. новембар 2000.  | 8.40                        |
| Марк брани свог бившег студента шизофреничара који не може да принесе покриће, а оптужен је за убиство. |                    |                                     |                       |                                |                    |                             |
| 161 | 5                  | "Болесник детектив"                 | Виктор Лобл           | Стивен А. Милер                | 9. новембар 2000.  | 7.80                        |
| Син др. Слоуна Стив је замало погинуо у саобраћајној несрећи, а онда је почео да тврди да је видео убиство у својој болничкој соби.                                                                                             |                    |                                     |                       |                                |                    |                             |
| 162 | 6                  | "Од колевке до рока"                | Виктор Лобл           | Џоел Штајгер                   | 16. новембар 2000. | 8.60                        |
| Морк је откриода је страствена веза једне болничарке и једног 17-огодишњег радника у болници можда побуда за убиство. |                    |                                     |                       |                                |                    |                             |
| 163 | 7                  | "Врела кућа"                        | Виктор Лобл           | Тери Кертис Фокс               | 30. новембар 2000. | 8.50                        |
| Како би истражио могуће убиство, др. Слоун је отишао у кућу двоје цимера које камере надгледају 24 часа дневно за једну телевизијску емисију.                                                                                   |                    |                                     |                       |                                |                    |                             |
| 164 | 8                  | "Све спремно, а онда изненада смрт" | Берни Ковалски        | Тери Кертис Фокс               | 7. децембар 2000.  | 8.10                        |
| Марк се уплео у свет високе моде и прављења дроге док је тражио особу одговорну за подметање направе због које је погинуо његов друг док се женио.                                                                              |                    |                                     |                       |                                |                    |                             |
| 165 | 9                  | "Признање"                          | Доналд Л. Голд        | Крис Абот и Стив Браун         | 4. јануар 2001.    | 9.10                        |
| Један свештеник је исповедио убицу, али не жели да открије ко је убица због исповедне тајне па је сам постао главни осумњичени. Марк је одлучио да оде на тајни задатак како би помогао свештенику да скине љагу са свог имена. |                    |                                     |                       |                                |                    |                             |
| 166 | 10                 | "Играти се бога"                    | Кристијан И. Најби II | Барт Прелатски                 | 11. јануар 2001.   | 11.10                       |
| Неко је убио једног студента, исцедио му крв, а његов леш, а оставио у Општој болници. |                    |                                     |                       |                                |                    |                             |
| 167 | 11                 | "Испод нуле"                        | Кристијан И. Најби II | Кетрин Микон                   | 18. јануар 2001.   | 10.90                       |
| Др. слоун истражује трагедију једне телевизијске звезде која је можда умрла због прислине дијете. |                    |                                     |                       |                                |                    |                             |
| 168 | 12                 | "Греси оца (1. део)"                | Виктор Лобл           | Џоел Штајгер                   | 2. фебруар 2001.   | 9.48                        |
| Убиство једног студента отворило је врата Маркове прошлости што га је натерало да се суочи са очевим нестанком. |                    |                                     |                       |                                |                    |                             |
| 169 | 13                 | "Греси оца (2. део)"                | Виктор Лобл           | Џоел Штајгер                   | 9. фебруар 2001.   | 9.80                        |
| Марк покушава да открије зашто је његов отац, бивши полицајац, нестао пре више од 50 година због чега су он и његова мајка морали сами да се брину о себи.                                                                      |                    |                                     |                       |                                |                    |                             |
| 170 | 14                 | "Живота ти"                         | Ненси Малон           | Барт Прелатски                 | 16. фебруар 2001.  | 9.50                        |
| Када је један кардиохирург, страствени кладионичар и коцкар, завршио мртав, Марк се опкладио да је некоме стао на жуљ. |                    |                                     |                       |                                |                    |                             |
| 171 | 15                 | "Момачки очеви"                     | Џејмс Насела          | Стив Браун                     | 23. фебруар 2001.  | 9.10                        |
| Марк сарађује са истеривачицом духова оптуженом да је убила сестру близнакињу девојке која тврди да је др. Травис отац сина ког она носи.                                                                                       |                    |                                     |                       |                                |                    |                             |
| 172 | 16                 | "Бити звучног ума"                  | Кристофер Хиблер      | Барт Прелатски                 | 2. март 2001.      | 9.80                        |
| Џеси и Аманда нашли су се на путу убици који муља како би се докопао њиховог вишемилионског наследства. |                    |                                     |                       |                                |                    |                             |
| 173 | 17                 | "Плес опасности"                    | Кристофер И. Најби II | Бери ван Дајк и Џефри Гласер   | 30. март 2001.     | 8.60                        |
| Једна новинарка обратила се Марку за помоћ јер је посумњала да је Вера новог доба одговорна за убиство ножем њеног плесног ортака.                                                                                              |                    |                                     |                       |                                |                    |                             |
| 174 | 18                 | "Црвене ципеле"                     | Френк Такери          | Викторија Ровел и Фред Фонтана | 20. април 2001.    | 8.10                        |
| Др. Слоун покушава да помогне Аманди када се уплела у несрећу у вези са кинеском владом. |                    |                                     |                       |                                |                    |                             |
| 175 | 19                 | "Уопште није добро"                 | Сенди Смолан          | Тери Кертис Фокс               | 27. април 2001.    | 9.60                        |
| Др. Слоун истражује контраверзног заступника који је признао убиство на самрти, а после порекао кад му се стаље побољшало. |                    |                                     |                       |                                |                    |                             |
| 176 | 20                 | "Већ виђено (1. део)"               | Кристијан И. Најби II | Тери Кертис Фокс               | 4. мај 2001.       | 8.90                        |
| Стив је почео да се забавља са девојком која личи на његову убијену бившу девојку. У међувремену, Марк Слоун је гледао своје суседе двогледом и постао је убеђен да је неко од њих убица.                                       |                    |                                     |                       |                                |                    |                             |
| 177 | 21                 | "На плажи (2. део)"                 | Доналд Л. Голд        | Барт Прелатски                 | 4. мај 2001.       | 8.90                        |
| Марк Слоун је посведочио нечему за шта верује да је убиство док је шпијунирао своје суседе. |                    |                                     |                       |                                |                    |                             |
| 178 | 22                 | "Рад болничарке Блер"               | Бери ван Дајк         | Кери ван Дајк и Бери ван Дајк  | 11. мај 2001.      | 6.60                        |
| Кад је један филмаџија почео да користи Општу болницу као место на ком ће снимати документарац, др. Слоун верује да снимање можда уклето.                                                                                       |                    |                                     |                       |                                |                    |                             |